# Il fantasma dell'Opera (film 2004)
Il fantasma dell'Opera (The Phantom of the Opera) è la trasposizione cinematografica dell'omonimo musical teatrale composto da Andrew Lloyd Webber, tratto a sua volta dal romanzo di Gaston Leroux, voluta proprio dal celebre compositore inglese.
Il progetto di girare questo film è in realtà molto vecchio, ma fu fermato per diverso tempo. Tuttavia negli ultimi anni è stato recuperato e il film è stato distribuito nel dicembre 2004 (in Italia il 17) in tutto il mondo.

## Trama
Nel 1919, al Teatro dell'Opera di Parigi si tiene un'asta. L'anziano Visconte di Chagny acquista un carillon a forma di scimmia, che indossa abiti persiani e suona i piatti. Durante l'asta incontra Madame Giry, che ha incontrato da giovane. La loro attenzione è attratta dal prossimo pezzo all'asta, lotto 666: un lampadario restaurato di recente e adattato all'elettricità. Mentre i banditori lo illustrano, il lampadario restaurato si illumina e lentamente si alza tornando al suo posto originale tra le travi, accompagnato dal crescendo della musica, e spazza via gli anni e il degrado dal teatro dell'opera. Il bianco e nero si trasforma in colore, e il pubblico è trasportato indietro nel tempo, nel 1870, quando il teatro era ancora ai suoi inizi.
Il teatro dell'opera viene acquistato da due nuovi proprietari, Richard Firmin e Gilles André, che lavorano nel settore "rottami metallici" e non hanno alcuna esperienza nel teatro. Mentre il cast sta provando Hannibal, Madame Giry, che è la maestra di ballo e la madre di Meg Giry, li presenta a Christine Daaé, una ballerina e giovane ma talentuosa cantante. Il giovane visconte, Raoul, viene presentato al cast, e Christine lo riconosce come il suo amore d'infanzia. Finge di non accorgersene e non dice niente per attirare la sua attenzione.
Durante l'esecuzione di un'aria, cade un fondale dal soffitto sfiorando Carlotta Giudicelli, cantante solista soprano, che si dimette immediatamente dalla produzione. Nel frattempo, una figura scura scivola via e fa cadere a terra una busta. Madame Giry la apre e legge la lettera, firmata dal Fantasma dell'Opera, uno spettro che vive da qualche parte all'interno del teatro dell'opera. Apparentemente osserva ogni spettacolo ed è stato pagato ventimila franchi al mese da parte del precedente proprietario. Firmin e André si adoperano per sostituire Carlotta, e la scelta ricade su Christine. Quella notte canta splendidamente, e il Fantasma dell'Opera la sente attraverso le aperture.
Durante l'esecuzione da parte di Christine, Raoul la riconosce dalla sua infanzia. Dopo lo spettacolo, Christine va alla cappella del teatro e accende una candela per suo padre, morto quando lei aveva sei anni. Meg chiede a Christine come abbia imparato a cantare così bene. Christine spiega che è l'Angelo della Musica a guidarla. Lei non lo ha mai incontrato e pensa che suo padre abbia inviato questo "angelo" per aiutarla. Più tardi, lei è nel suo camerino, dove si ricongiunge con Raoul. Ha intenzione di portarla a cena, ma lei rifiuta, dicendo che l'Angelo è molto severo. Raoul la ignora e la saluta per darle modo di prepararsi per il loro appuntamento. Il fantasma blocca Christine nella sua stanza e canta con lei il suo dispiacere che Raoul stia cercando di corteggiarla. Christine si scusa, chiedendogli di mostrarsi a lei. Egli si rivela attraverso lo specchio e la conduce via.
Christine va con il Fantasma nel suo nascondiglio sotto il teatro dell'opera. Lui le rivela che la ama e vorrebbe che lei lo amasse a sua volta. Egli mostra a Christine una statua di se stessa, che indossa un abito da sposa e il velo, facendola svenire, e allora il Fantasma la posa delicatamente sopra a un letto. La mattina dopo, lei si sveglia e vede il Fantasma suonare un organo. Christine si avvicina e gli rimuove la maschera per curiosità. Lui scoppia in un impeto di rabbia, coprendosi il volto con la mano. L'uomo in un primo momento dice che lei dovrà rimanere per sempre con lui perché ha visto la sua deformità. Però poi, impietosita per l'uomo, Christine gli rende la maschera e i due hanno un momento di intesa. Il Fantasma decide poi di farla ritornare al teatro dell'opera.
Quella mattina, i due gestori lamentano la scomparsa di Christine, così come una serie di lettere che hanno ricevuto dal Fantasma che tenta di ricattarli per il suo pagamento e dando ordini sulla gestione del teatro. Quando Carlotta torna, furiosa per la lettera ricevuta in cui il Fantasma le ordina di fare la parte del Muto nell'opera della sera e dare il ruolo principale a Christine, il Fantasma minaccia un disastro "al di là della loro immaginazione" nel caso in cui le sue lettere non vengano rispettate. Firmin e André decidono di ignorare gli avvertimenti del fantasma e danno a Carlotta il ruolo di protagonista. Quella notte, il fantasma sabota e interrompe l'opera, criticando la loro incapacità di seguire i suoi ordini.
Carlotta continua a cantare, ma la sua voce gracchia e il ruolo di protagonista è dato a Christine. Mentre è in corso il balletto, il Fantasma prende Buquet, il macchinista, e lo impicca, creando il caos. Christine fugge sul tetto con Raoul e gli rivela di aver visto il volto del Fantasma e lo teme, ma ha pietà per lui anche a causa della sua tristezza. Raoul dice a Christine che la ama e che la proteggerà per sempre. Christine ricambia l'amore del giovane, baciandolo con passione ed entrambi lasciano il tetto. Al Fantasma, che ha assistito alla scena, si spezza il cuore. Poi sente entrambi cantare insieme. Mentre si infuria con Raoul, promette di vendicarsi nei confronti di entrambi.
Tre mesi più tardi, viene data una festa in maschera nel teatro d'opera. Alla festa, Christine indossa il suo nuovo anello di fidanzamento, regalatole da Raoul. L'evento è interrotto ancora una volta dal Fantasma, che è vestito come la Morte Rossa. Il Fantasma porta la sua propria composizione teatrale, Don Giovanni Trionfante, e ordina ai gestori di mettere in scena l'opera. Raoul esce dalla stanza e Christine si avvicina al Fantasma. Alla vista dell'anello di fidanzamento, il Fantasma glielo strappa via e scompare in una botola del pavimento. Raoul cerca di seguirlo, ma viene fermato da Madame Giry, che gli racconta in privato la storia del passato del Fantasma. Quando era una bambina, andò in un circo di mostri, fra le cui attrazioni c'era un bambino deforme in una gabbia. Il bambino, chiamato figlio del diavolo, cercava di nascondere il viso sotto un sacco, ma venne picchiato finché non rivelò le sue deformità. Solo la giovane Madame Giry ebbe pietà di lui. Essendo stata l'ultima ad andarsene, Madame Giry vide il bambino uccidere l'uomo che lo aveva picchiato poco prima e, inseguiti dalla polizia, lo aiutò a fuggire e lo fece rifugiare sotto il teatro dell'opera, dove lo nasconde al mondo da allora.
Christine prende una carrozza per visitare la tomba di suo padre, ma il Fantasma prende segretamente in mano le redini. Raoul lo segue quando si rende conto che Christine è in trappola. Christine arriva alla tomba e si cruccia per la morte di suo padre. Il Fantasma cerca di riconquistarla fingendo di essere l'angelo di suo padre, ma Raoul arriva e lo ferma. I due incominciano a duellare con la spada, ma Raoul riesce a disarmare il Fantasma e, sul punto di ucciderlo, Christine lo supplica di fermarsi. La rabbia del Fantasma aumenta e, mentre guarda i due amanti cavalcare via, giura di vendicarsi al più presto.
Christine ammette di aver paura del Fantasma e lo dice a Raoul. Questi si rende conto di poter utilizzare l'opera del Fantasma per catturarlo, dato che sicuramente vorrà partecipare. Il Don Giovanni Trionfante viene eseguito, e il Fantasma fa il suo ingresso per duettare con Christine. Raoul non può fare altro che guardare dal suo palco come Christine venga rapita dal cantare del Fantasma ancora una volta. Tuttavia, lei toglie di scatto la maschera all'uomo, rivelando la sua deformità a tutto il pubblico, che incomincia a urlare di paura. Il Fantasma allora fugge con lei facendo cadere il lampadario e mandando in fiamme tutto il teatro.
Il fantasma porta Christine giù nel suo nascondiglio. Madame Giry mostra allora a Raoul dove vive il Fantasma, e il giovane va a salvarla. Il Fantasma, nel frattempo, ordina a Christine di indossare l'abito da sposa e professa ancora una volta il suo amore per lei, ordinandole di sposarlo. Christine cerca di convincere il Fantasma che non teme la sua bruttezza, ma piuttosto la sua rabbia e la volontà di uccidere per ottenere ciò che vuole. Proprio in quel momento, Raoul entra nel covo, e il Fantasma lo lega a un cancello, minacciando di ucciderlo se Christine si rifiuta di sposarlo. Christine riflette su questa scelta impossibile e bacia appassionatamente il Fantasma per fargli vedere che non è solo al mondo. Il Fantasma è sconvolto dal vero amore umano che ha ricevuto per la prima volta nella sua vita. Vergognatosi delle sue azioni omicide, permette a Christine e Raoul di fuggire e ordina loro di non tornare più. Successivamente si vede il Fantasma ascoltare incantato il carillon a forma di scimmia. In quel momento, Christine gli si avvicina e dona all'uomo l'anello di diamanti del suo fidanzamento per far sì che lui si ricordi di lei in futuro. I due amanti fuggono mentre il Fantasma, orripilato dal suo riflesso, non tanto per l'aspetto ma per quello che ha fatto, distrugge tutti gli specchi che ha, fuggendo poi dietro a una tenda. Quando la polizia arriva nel nascondiglio dell'assassino, trova soltanto la maschera bianca dell'uomo.
Ritornato al presente, Raoul ormai ha intuito tutta la storia avvenuta nel teatro e decide di tenere con sé tutta la verità di quel lontano anno in cui accaddero gli eventi.
Anni dopo, Raoul (ormai novantenne) va a visitare la tomba di Christine, morta nel 1917, all'età di 63 anni. La sua lapide dice "Contessa di Chagny" e "amata moglie e madre", rivelando che oltre ad aver sposato Raoul, aveva avuto dall'uomo anche dei figli. Egli pone il carillon a forma di scimmia sulla lapide e nota una rosa rossa fresca con un nastro nero legato intorno (la chiara firma che lasciava sempre il Fantasma) con l'anello di diamanti legato al gambo del fiore, implicando che il Fantasma, oltre ad essere ancora vivo, non ha mai smesso di amare la donna.

## Distribuzione

### Doppiaggio
Webber ha deciso di far doppiare l'intera pellicola (canzoni comprese) nelle varie lingue. Inizialmente, il doppiaggio italiano non prevedeva una traduzione delle canzoni, che sarebbero rimaste quindi in inglese, sottotitolate. Tuttavia, lo stesso Webber insistette per la realizzazione del doppiaggio cantato anche nella nostra lingua. In Spagna, dove esiste già una versione teatrale con testi appositamente tradotti, si è dovuto provvedere a riscrivere completamente le parole delle canzoni per adattarle al labiale degli attori.
Per la versione italiana si sono occupati della traduzione delle canzoni Fiamma Izzo, che ha anche doppiato la parte di Carlotta, Franco Travaglio e Giovanni Baldini. Luca Velletri ha prestato la sua voce al Fantasma, Renata Fusco a Christine e Pietro Pignatelli a Raoul.

## Accoglienza

### Critica
Il critico cinematografico Roger Ebert ha commentato che: Gerard Butler era troppo bello per il film e che le sue maschere erano più un accessorio di moda che un tentativo di nascondere la sua deformità (in questa versione il Fantasma è reso molto meno raccapricciante). In questo film il fantasma ha la tempia destra bitorzoluta, le palpebre dell'occhio destro consumate, non ha il sopracciglio destro, ha alcune ustioni e la parte superiore della guancia destra è leggermente tirata indietro.

## Riconoscimenti
- 2005 - Premio Oscar
  - Nomination Migliore fotografia a John Mathieson
  - Nomination Migliore scenografia a Anthony Pratt e Celia Bobak
  - Nomination Migliore canzone (Learn to Be Lonely) a Andrew Lloyd Webber e Charles Hart
- 2005 - Golden Globe
  - Nomination Miglior film commedia o musicale
  - Nomination Migliore attrice in un film commedia o musicale a Emmy Rossum
  - Nomination Migliore canzone originale (Learn to Be Lonely) a Andrew Lloyd Webber e Charles Hart
- 2004 - National Board of Review Award
  - Miglior performance rivelazione femminile a Emmy Rossum
- 2005 - Saturn Award
  - Miglior attore emergente a Emmy Rossum
  - Nomination Miglior film d'azione/di avventura/thriller
  - Nomination Migliori costumi a Alexandra Byrne
- 2005 - Satellite Award
  - Nomination Miglior film commedia o musicale
  - Nomination Miglior attore in un film commedia o musicale a Gerard Butler
  - Nomination Miglior attrice in un film commedia o musicale a Emmy Rossum
  - Nomination Miglior attore non protagonista in un film commedia o musicale a Patrick Wilson
  - Nomination Miglior attrice non protagonista in un film commedia o musicale a Minnie Driver
  - Nomination Miglior sceneggiatura non originale a Joel Schumacher
  - Nomination Migliore fotografia a John Mathieson
  - Nomination Miglior scenografia a Anthony Pratt e Celia Bobak
  - Nomination Migliori costumi a Alexandra Byrne
  - Nomination Miglior canzone originale (Learn to Be Lonely) a Andrew Lloyd Webber e Charles Hart
  - Nomination Miglior suono a Tony Dawe, Andy Nelson, Anna Behlmer e Martin Evans
- 2004 - Critics' Choice Movie Award
  - Miglior giovane interprete a Emmy Rossum
  - Nomination Miglior film
- 2004 - San Diego Film Critics Society Award
  - Miglior fotografia

## Curiosità
- Durante una rappresentazione, la protagonista Christine indossa un vestito bianco e sui capelli ha dei fermagli a forma di stella. Il tutto assomiglia al ritratto ufficiale dell'imperatrice d'Austria, Sissi.
- Nella scena di Angel of Music si vede la fotografia del padre di Christine Daaé, Gustave, nella cappella. La foto rappresenta Ramin Karimloo truccato e con costumi ottocenteschi.
- Nella scena in cui Christine prende la carrozza per andare al cimitero, in sottofondo si sente la versione strumentale di Beneath a Moonless Sky, brano che cinque anni dopo sarebbe diventato una delle tracce portanti di Love Never Dies, sequel del musical originale.